# Filippo Corradi

Stemma primitivo della famiglia Corradi-Gonzaga sino al 1328

Filippo Corradi, o Corradi da Gonzaga (Gonzaga?, XII secolo – Gonzaga?, XII secolo), è stato un nobile e politico italiano.

## Biografia
Originario presumibilmente della cittadina di Gonzaga, fu il capostipite della famiglia Corradi-Gonzaga (al potere in Mantova dal 1328 al 1707).
Fu investito delle terre di Gonzaga (da cui prese il nome la famiglia), feudo dei conti Casalodi, dall'abate dell'abbazia benedettina di Polirone a San Benedetto Po.

## Discendenza
Filippo ebbe sei figli:
- Corbello, assessore del podestà di Mantova nel 1189
- Abramino (1140 ca.-1200 ca.), deputato della città di Mantova e dal quale discese Luigi Gonzaga, primo capitano del popolo di Mantova. Fu il prosecutore della linea dinastica.
- Bellancorio, detto “Corbellino”
- Gualtieri
- Guiscardo (?-1261)
- Corrado, deputato della città di Mantova. Fu presente in Verona, assieme al fratello Gualtieri, al giuramento di Azzo VI d'Este e il conte Sambonifacio contro Ezzelino

## Genealogia essenziale
|                             |  |
| Filippo Corradi XII secolo  |  |
|                             |  |
|                             |  |
| Abramino Corradi 1165?-1210 |  |
|                             |  |
|                             |  |
| Guidone Corradi ?-1271/1272 |  |
|                             |  |
|                             |  |
| Antonio Corradi ?-1283      |  |
|                             |  |
|                             |  |
| Guido Corradi ?-1318        |  |
|                             |  |
|                             |  |
| Luigi I Gonzaga 1268-1360   |  |
|                             |  |
|                             |  |
| CASA GONZAGA                |  |